# Pena de mort a Andorra
La pena de mort a Andorra és prohibida per la Constitució de 1993. L'última pena de mort s'aplicà el 18 d'octubre del 1943: Pere Areny Aleix, de 29 anys i de Canillo, fou afusellat per haver assassinat el seu germà, Antoni Areny Baró.
Pere Areny fou empresonat al calabós del soterrani de la Casa de la Vall durant gairebé tres mesos, i s'executà la sentència dos dies després del judici. Seguint els costums del Manual Digest, la sentència es llegí a la plaça pública, en presència del condemnat i d'una multitud, i a continuació es conduí el reu fins a la Roureda de Moles, on va ser afusellat per un escamot del Cos de Policia. Qualsevol persona podia demanar clemència i que la pena fos commutada per presó perpètua, però no en va demanar ningú. Investigacions recents han revelat que Areny no tingué un judici just i que probablement patia esquizofrènia.
L'anterior pena de mort s'havia dictat el 1896, però s'havia commutat per presó perpètua. El mètode d'execució previst, el garrot vil, només s'aplicà una vegada, el 1860, per matar Joan Mandicó, acusat d'assassinar a ganivetades un veí seu. El garrot el féu comprar el copríncep Josep Caixal perquè el considerà més humà que la forca.